# Gontrão de Borgonha
São Gontrão ou Guntram (ca. 532 - 28 de março de 592) foi rei da Borgonha de 561 até sua morte em 592. Era um dos filhos (o terceiro mais velho, segundo que chegou à idade adulta) de Clotário I e Ingunda. Quando seu pai morreu, ele se tornou rei de um quarto do reino dos francos, fazendo de Orleães sua capital.
É o padroeiro dos divorciados, dos guardiões e dos assassinos arrependidos.
Ele tinha um certo amor fraternal que faltava aos seus irmãos, Cariberto I que reinava em Paris e Sigeberto I em Metz, e o cronista preeminente do período, Gregório de Tours, freqüentemente o chama de bom rei Gontrão, como no texto abaixo onde Gregório discute o fato dos três casamentos de Gontrão:
O bom rei Gontrão primeiro tomou uma concubina, Veneranda, uma escrava pertencente a alguém de seu povo, com quem ele teve um filho, Gundobado. Depois ele casou-se com Marcatrude, filha de Magnar, e enviou seu filho Gundobado a Orleães. Após ter um filho, Marcatrude tornou-se ciumenta, e procurou causar a morte de Gundobado. Ela enviou veneno, dizem, e envenenou sua bebida. Com a morte de Gundobado, pelo julgamento de Deus, ela perdeu o filho que tinha e fez cair sobre si mesma a ira do rei, sendo dispensada por ele, morrendo não muito depois. Depois ele tomou como esposa Austerchild, também chamada Bobilla. Teve com ela dois filhos, o mais velho chamado Clotário e o mais jovem Clodomiro.